# Colpochila aquila
Colpochila aquila är en skalbaggsart som beskrevs av Britton 1986. Colpochila aquila ingår i släktet Colpochila och familjen Melolonthidae. Inga underarter finns listade i Catalogue of Life.